# Darja Oestinova
Darja Konstantinovna Oestinova (Russisch: Дарья Константиновна Устинова) (Kamensk-Oeralski, 29 augustus 1998) is een zwemster uit Rusland.
Bij de Europese kampioenschappen kortebaanzwemmen 2015 won ze een zilveren medaille op de 200 meter rugslag.
Op de Europese kampioenschappen zwemmen 2018 won ze een gouden medaille op de 4x100 meter wisselslagestafette.
Op de Olympische Zomerspelen van Rio de Janeiro in 2016 nam Oestinova deel aan de
100 meter rugslag, de
200 meter rugslag waarin ze vierde werd, en aan de
4x200 meter vrije slag, waarin het Russische team zevende werd.
Op de Olympische Zomerspelen van Tokio in 2021 zwom ze alleen de 200 meter rugslag, waarin ze als 22e eindigde.